# Ejido Revolución
Ejido Revolución är en ort i Mexiko.   Den ligger i kommunen Santiago Sochiapan och delstaten Veracruz, i den sydöstra delen av landet, 400 km sydost om huvudstaden Mexico City. Ejido Revolución ligger 130 meter över havet och antalet invånare är 109.
Terrängen runt Ejido Revolución är platt. Runt Ejido Revolución är det ganska glesbefolkat, med 24 invånare per kvadratkilometer. Närmaste större samhälle är Playa Vicente, 15,4 km nordväst om Ejido Revolución. Omgivningarna runt Ejido Revolución är en mosaik av jordbruksmark och naturlig växtlighet.